# Зофія Заменгоф
Зофія Заменгоф (пол. Zofia Zamenhof; [Sofio Zamenhof] Помилка: {{Lang}}: невпізнаний код мови: есперанто (допомога); 13 грудня 1889, Херсон, Російська імперія — 12 вересня 1942, Треблінка) — польська дитяча лікарка єврейського походження. Донька Людвіка Заменгофа (1859—1917) і Клари Заменгоф (1863—1924). Мала сестру Лідію Заменгоф (1904—1942), а брата — Адама Заменгоф (1888—1940). Зофія Заменгоф відома своїм гуманним подвигом на посаді польського педіатра — відмовилася залишити своїх пацієнтів під час Голокосту, вона лікувала євреїв у таборі смерті Треблінка.

## Біографія
У 1907 році Зофія Заменгоф вирушила до брата Адама в Лозанну, Швейцарія, де вивчала медицину і в 1913 році закінчила навчання за спеціалізацією внутрішня медицина та педіатрія. Після складання державного іспиту для навчання в Російській імперії вона провела вісім років зі своїм дядьком Костянтином Зілберником, який працював в Україні в адміністративному районі міста Харків. Зофія вільно володіла есперанто, але, ставши лікарем, вона занадто зайнята своєю медичною практикою, щоби продовжувати викладання та листування есперанто.
Коли почалася Друга світова війна, Зофія та її сім'я були заарештовані, оскільки нацисти вважали рух есперанто загрозою рейху. Пізніше вона виїхала до Варшави, де вже оселилася її сім'я, і почала працювати педіатром у єврейській лікарні у Варшавському гетто, де вона була інтернована і постійно стежила за своїми пацієнтами. У 1939 році її заарештовано разом із рідною сестрою Лідією Заменгоф і відправлено до в'язниці Павляк. Після кількох місяців ув'язнення Зофія та її сестра були звільнені, але, незважаючи на це, вона продовжувала працювати у Варшавському гетто.
Умови в гетто дуже важкі, з дефіцитом продовольства, хворобами та відчаєм. Зовнішній світ був закритий для них, і, зрештою, у липні 1943 року за нацистським наказом у Варшаві всіх євреїв із Варшавського гетто депортують «на схід», кінцевою метою є табір Треблінка. Зофія навмисно відправляється в одному із цих поїздів, переконуючи нацистів, що вона може надати необхідну медичну допомогу депортованим людям. Хоча, як лікарка, вона має можливість не входити у вагон для екстрадиції євреїв, проте вона не залишає своїх маленьких пацієнтів, а разом з ними та своєю сестрою Лідією Заменгоф їде в табір смерті в Треблінці.
Коли поїзди прибувають до табору, чоловіків і жінок відокремлюють і відправляють до імпровізованих бараків. Їм наказано роздягнутися і зняти навіть свої протези й окуляри. Жінкам та дівчатам поголили голови, а їхнє волосся відправили на фабрику в Німеччину для використання в оббивці. Потім відвели у громадську лазню, в якій замість води з душу витікав смертоносний газ. Саме тут, у газовій камері в Треблінці, померла Зофія Заменгоф в серпні 1942 року.
Її символічна могила, з пам'ятною табличкою, знаходиться на могилі її матері, Клари Заменгоф, на єврейському кладовищі на вул. «Окопова» в місті Варшаві.